# Ernst Wilhelm Nay

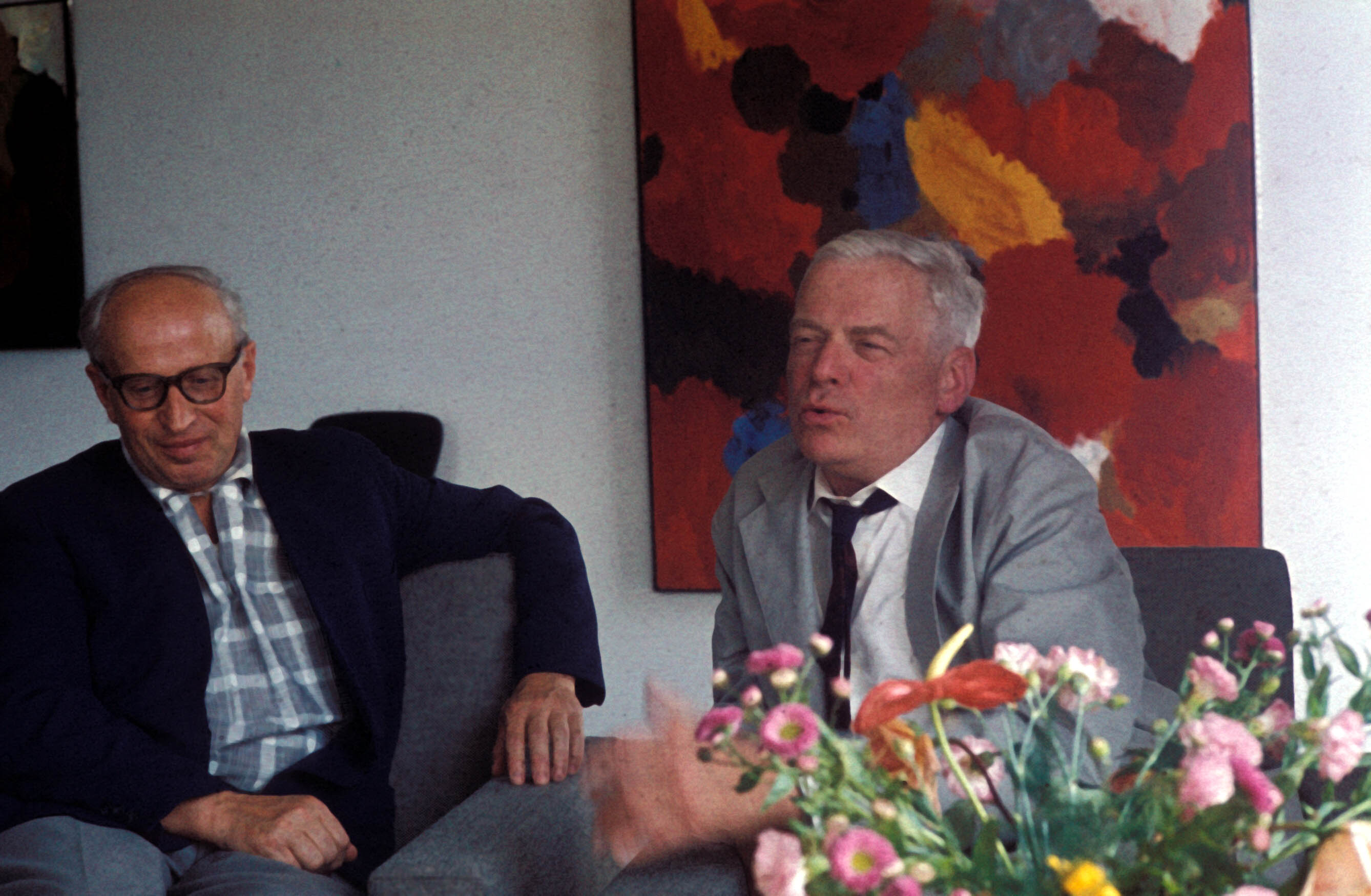
Ernst Wilhelm Nay (a la derecha) en 1960

Ernst Wilhelm Nay (Berlín, 1902 – Colonia, 1968) fue un pintor abstracto alemán, influido por el informalismo. Fue hijo de un consejero de gobierno del Kaiserreich alemán. Ernest Wihelm Nay recibió una formación humanística.  